# Antepipona raffrayi
Antepipona raffrayi är en stekelart som först beskrevs av Rad. 1857.  Antepipona raffrayi ingår i släktet Antepipona och familjen Eumenidae. Inga underarter finns listade i Catalogue of Life.